# Lunatic Lateral
Con il nome di Lunatic Lateral si intende la giocata finale della partita del 18 dicembre 2022 tra New England Patriots e Las Vegas Raiders della National Football League (NFL), con i primi che tentarono un passaggio laterale alla fine dei tempi regolamentari sul punteggio in parità di 24–24. Il pallone fu tuttavia intercettato dal difensore dei Raiders Chandler Jones che ritornò l'ovale nel touchdown della vittoria.
La giocata è stata soprannominata in vari modi dalle diverse testate: Las Vegas Lateral, Col-lateral Damage, Hail Moron, Vagary in Vegas, Sin City Miracle e Flick Six. La giocata divenne presto degna di nota a causa del suo risultato insolito e per avere avuto luogo solo quattro anni dopo il Miracle in Miami, un'azione con passaggio laterale eseguita con successo. Diversi analisti criticarono i Patriots per avere tentato la giocata, utilizzata in genere in situazioni di svantaggio nei secondi finali e non in caso di pareggio ed è considerata una delle peggiori della storia della NFL.

## Antefatti
Durante la stagione 2018, i Patriots erano stati vittima di un passaggio laterale con successo da parte dei Miami Dolphins, che segnarono il touchdown della vittoria nel finale del 14º turno. La partita Patriots–Raiders avvenne esattamente quattro anni dopo il Miracle in Miami.

## La partita
I Raiders si erano portati in vantaggio per 17–3 alla fine del primo tempo ma un intercetto subito da Derek Carr e ritornato in touchdown dalla safety dei Patriots Kyle Dugger diede il via a 21 punti segnati consecutivamente dai Patriots, che si portarono in vantaggio per 24–17 grazie a un touchdown su corsa di Rhamondre Stevenson e la successiva conversione da due punti con passaggio da Mac Jones a Jakobi Meyers. Con 32 soli secondi al termine, i Raiders pareggiarono con un passaggio da touchdown da Carr a Keelan Cole. Questa marcatura fu fonte di controversie perché apparve che il piede di Cole fosse fuori dalla end zone. Il touchdown fu tuttavia convalidato dagli arbitri.
I Patriots ricevettero il successivo kickoff sulla loro linea delle 25 yard con un touchback. Fecero avanzare il pallone sino alla propria linea delle 45 yard prime che due passaggi incompleti portassero la squadra su una situazione di terzo down e dieci.

### La giocata
A tre secondi dal termine e con il punteggio sul 24–24, Jones ricevette lo snap e consegnò il pallone a Stevenson, con la difesa dei Raiders che presumibilmente puntava a contenere gli avversari e far scadere il tempo, andando ai tempi supplementari. Stevenson eluse diversi difensori dei Raiders e corse con il pallone per 23 yard fino alla linea delle 32 yard di Las Vegas. Con la safety dei Raiders Duron Harmon che si avvicinava, Stevenson porse il pallone a Meyers, che tornò sulla linea delle 40 yard, lanciando il pallone indietro di circa 12 yard nei pressi di Mac Jones, incosciente dal fatto che il difensore dei Raiders Chandler Jones, che poco prima aveva mancato un placcaggio su Stevenson, lo tallonasse. Jones intercettò il pallone e spinse a terra Mac Jones prima di portare il pallone nella end zone di New England per l'improbabile touchdown della vittoria.
A Chandler Jones, che aveva militato nei Patriots dal 2012 al 2015, fu ufficialmente accreditato un recupero di fumble invece di un intercetto malgrado il passaggio laterale di Meyers non avesse mai toccato il terreno.

## Tabellino
| Arbitro: | Ronald Torbert |

| |            | |
| N. Folk 11':51" Q2 (FG) 24 yd K. Dugger 12':7" Q3 (TD) intercetto ritornato da 16 yd N. Folk 12':7" Q3 (pat) N. Folk 1':21" Q3 (FG) 47 yd N. Folk 12':52" Q4 (FG) 54 yd R. Stevenson 3':43" Q4 (TD) corsa da 34 yd J. Meyers 3':43" Q4 (tpc) | Marcatori  | D. Carlson 8':26" Q1 (FG) 49 yd D. Waller 5':18" Q2 (TD) ricezione da 25 yd D. Carlson 5':18" Q2 (pat) M. Hollins 0':4" Q2 (TD) ricezione da 5 yd D. Carlson 0':4" Q2 (pat) K. Cole 0':32" Q4 (TD) ricezione da 30 yd D. Carlson 0':32" Q4 (pat) C. Jones 0':0" Q4 (TD) fumble ritornato da 48 yd |
| Bill Belichick | Allenatori | Josh McDaniels |

## Reazioni

### Giocatori e allenatori
Al termine della sfida, diversi giocatori dei Patriots e il capo-allenatore dei Bill Belichick si assunsero la responsabilità per la giocata fallita. Stevenson si pentì di avere passato il pallone a Meyers invece di correre semplicemente fuori dal perimetro di gioco e andare ai tempi supplementari, dicendo che avrebbe dovuto "conoscere la situazione" mentre Meyers affermò: "Stavo provando a fare troppo, a essere l'eroe suppongo". Disse anche che la squadra non intendeva eseguire un passaggio laterale durante la giocata finale. Mac Jones disse che avrebbe dovuto placcare Chandler Jones mentre Belichick aggiunse che i Patriots avevano commesso un "errore" e che "avrebbero dovuto essere migliori nel football improvvisato." Quando gli fu chiesto perché i Patriots non avessero tentato un Hail Mary pass (un lungo passaggio della disperazione verso la end zone), Belichick rispose: "Provare a lanciare verso la end zone? Non potevamo lanciare così lontano" in riferimento alle quasi 60 yard richieste per un touchdown.
Gli ex giocatori dei Patriots Tom Brady Julian Edelman esposero le proprie opinioni sulla giocata laterale, dal momento che entrambi militavano ancora con la squadra durante il Miracle in Miami. Brady nello specifico menzionò la sua esperienza di essere dalla parte perdente del Miracle in Miami ma espresse anche la sua fiducia in Belichick nel tenere il controllo dei Patriots dopo la sconfitta. Edelman suggerì che Mac Jones avrebbe dovuto sgambettare Chandler Jones per evitare l'umiliazione di essere spinto a terra, anche se ciò sarebbe costato una penalità di 15 yard, dando ai Raiders la possibilità di calciare il field goal della vittoria.
Durante la partita di quella settimana nel Monday Night Football tra Green Bay Packers e Los Angeles Rams, il cornerback dei Packers Rasul Douglas, che similmente passò il pallone lateralmente dopo un interetto, dichiarò il suo pentimento per il proprio tentativo poiché il pallone fu quasi recuperato da Los Angeles anche se alle fine terminò tra le mani del compagno Adrian Amos. Douglas affermò: "Dannazione, stava quasi per finire come tra Raiders e Patriots'", dicendo anche di essere stato rimproverato dai compagni per il passaggio laterale. NBC Sports Boston menzionò il passaggio laterale dei Patriots in relazione al passaggio di Douglas e commentò: "La sconfitta dei Patriots è semplicemente uno dei momenti più imbarazzanti dell'epoca di Bill Belichick e sarà utilizzata come esempio di cosa non fare negli anni a venire."

### Media
Il giorno dopo la partita, Stephen A. Smith di ESPN definì la giocata laterale, e in particolare il passaggio di Meyers, "la giocata più stupida della storia della NFL", dicendo anche che Stevenson, che aveva disputato una buona partita, in primo luogo non avrebbe dovuto passare il pallone a Meyers, specialmente con la gara in parità. Anche se apprezzò che Meyers si fosse preso la piena responsabilità, Smith insistette sul fatto che il nome del giocatore sarebbe sempre stato associato a quella giocata, definendola "più stupida" del Butt Fumble. Sentimenti simili furono espressi da Rich Eisen di NFL Network, che soprannominò la giocata "Hail Moron" in riferimento a Hail Mary pass, in contrasto con la gestione generalmente disciplinata delle squadre di Belichick. Charles Curtis di USA Today Sports affermò che il Butt Fumble fu un "delizioso incidente" a confronto del passaggio di Meyers, paragonando quest'ultimo ad altre giocate con esito catastrofico delle storia della NFL. Richie Whitt di Sports Illustrated, scrivendo per Pats Country, un blog di Fan Nation, creò il nome di "Lunatic Lateral" e affermò che ci fossero diversi colpevoli per la giocata, rifiutando di scaricare tutto il peso su Meyers, oltre a incolpare Belichick.

### Tifosi
Già pochi secondi dopo la giocata, le reazioni dei tifosi invasero i social media. Un tifoso dei Patriots in particolare, che si trovava all'Allegiant Stadium quando avvenne la giocata, fu costantemente tartassato dai tifosi dei Raiders e in particolare durante la giocata, con un video di un altro spettatore a documentare l'accaduto, ma tale tifoso dei Patriots, in seguito identificatosi come Jerry Edmond dopo che numerosi utenti di Twitter espressero solidarietà nei suoi confronti, rimase calmo e non cercò di farsi giustizia contro una donna sconosciuta. Dopo avere visto il video di Edmond, giunto a 17,8 milioni di visualizzazioni, il proprietario dei Patriots Robert K. Kraft lo lodò per il suo comportamento e lo contattò personalmente, offrendogli dei biglietti gratuiti per la gara dei Patriots contro i Cincinnati Bengals del turno successivo, cosa che Edmond accettò, guardando l'incontro dal box in compagnia di Kraft. Il presidente dei Raiders Sandra Douglass Morgan lodò anch'ella Edmond per il suo comportamento, scrivendo in un tweet; "A nome dei Raiders, apprezziamo il modo con cui ti sei comportato. Nessun tifoso dovrebbe subire quel tipo di ingiurie. Rimarremo in contatto."

## Eventi successivi
Con il touchdown della vittoria, i Raiders sconfissero i Patriots per la prima volta dal 2002, quando avevano ancora sede a Oakland. Salirono così a un record di 6-8, mantenendo vive le speranze di accedere ai playoff. Nel frattempo, la sconfitta fece scendere New England a un record di 7–7, scendendo di un posto nel tabellone dei playoff. I Patriots rimasero comunque davanti a Las Vegas nella corsa ai playoff grazie al miglior record. I Raiders tuttavia persero le due gare successive, rimanendo fuori dalla post-season.